# 九州旅客鉄道鹿児島支社

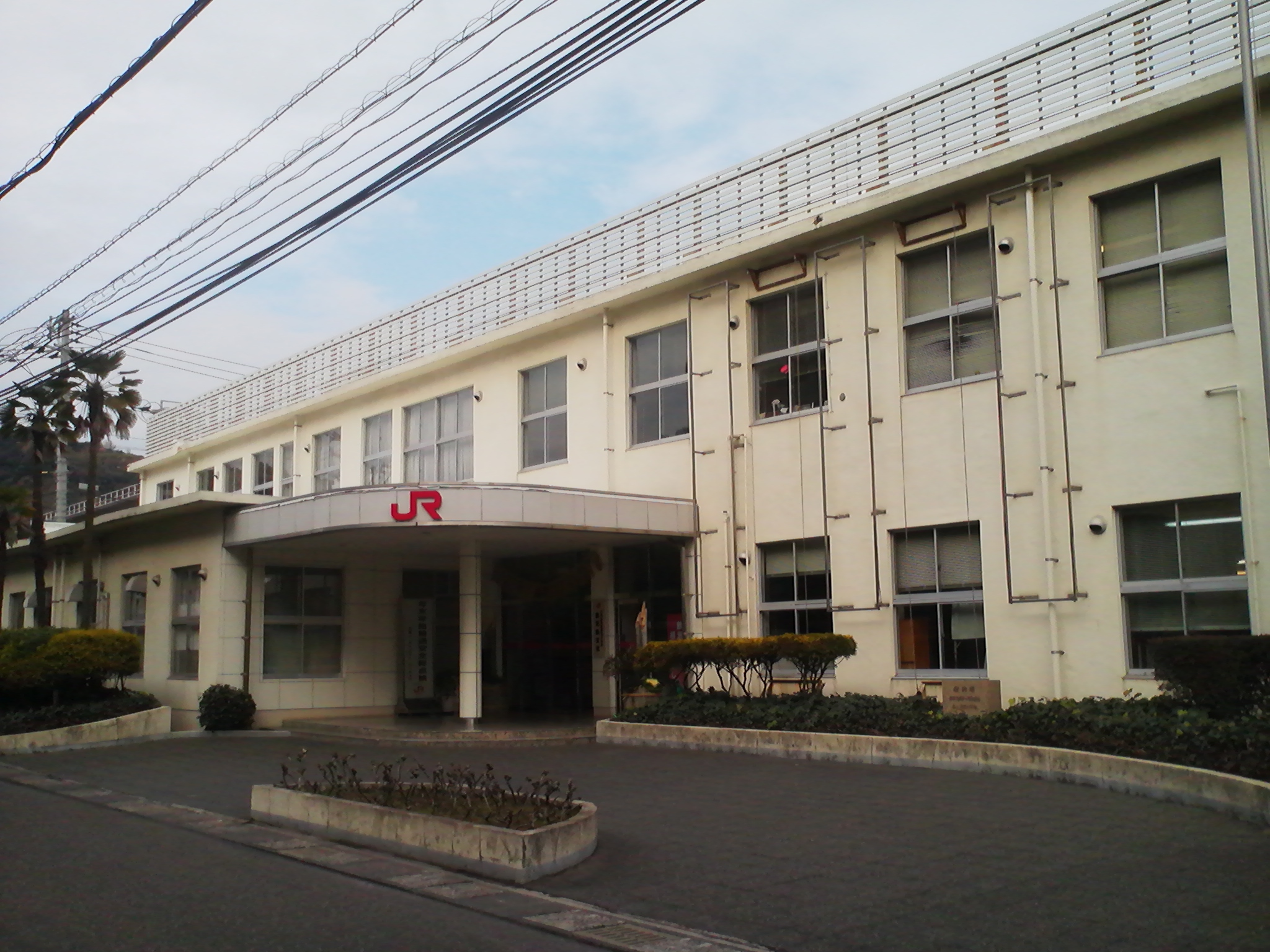
九州旅客鉄道鹿児島支社　社屋

九州旅客鉄道鹿児島支社（きゅうしゅうりょかくてつどうかごしまししゃ）は、九州旅客鉄道（JR九州）の支社の一つ。鹿児島中央駅の近隣に所在し、旧日本国有鉄道鹿児島鉄道管理局の流れをくむ（鹿児島県および都城市・小林市など宮崎県西部）。

## 支社所在地
鹿児島県鹿児島市武1-2-10　JR鹿児島中央ビル内

## 管轄路線
鹿児島県のほぼ全域と、吉都線を管轄している。
- 日南線のみ宮崎支社が管轄。

路線
※ 支社境界は閉塞区間上にあるため、境界線の内側の停車場（駅・信号場など）を記載している。
| 路線名                      | 区間                             | 備考                                                                                 |
| --------------------------- | -------------------------------- | ------------------------------------------------------------------------------------ |
| 九州新幹線 （鹿児島ルート） | （出水駅・川内駅・鹿児島中央駅） | 左記3駅の駅運転・営業業務のみ 列車運行・線路設備管理は本社鉄道事業本部新幹線部の直轄 |
| 鹿児島本線                  | 川内 - 鹿児島間                  |                                                                                      |
| 日豊本線                    | 財部 - 鹿児島間                  |                                                                                      |
| 肥薩線                      | 吉松 - 隼人間                    |                                                                                      |
| 指宿枕崎線                  | 鹿児島中央 - 枕崎間（全線）      |                                                                                      |
| 吉都線                      | 吉松 - 都城間（全線）            | 都城駅は宮崎支社の管轄。                                                             |

なお、九州新幹線開業以前は鹿児島本線（現・肥薩おれんじ鉄道線）の米ノ津 - 川内間も管轄していた。また、JR九州発足初年度までは山野線（熊本支社管内の水俣駅構内を除く）も管轄していた。

## 組織
2022年4月1日現在。
- 安全推進室
- 総務企画課
- 営業運輸課
- 工務課

### 廃止された鉄道事業部
- 鹿児島鉄道事業部（2022年3月31日廃止）
- 宮崎総合鉄道事業部（2022年3月31日に廃止、4月1日に宮崎支社として改組・独立[3]。）

## 車両基地・設備保全区所
- 鹿児島車両センター「鹿カコ」・「鹿」
- 鹿児島工務所
  - 国分工務室

## 乗務員区所

### 運転士
- 鹿児島鉄道事業部吉松運輸センター - 2022年（令和4年）3月31日に廃止[4]。

### 運転士・車掌
- 鹿児島乗務センター